# Ober-Wegfurth
Ober-Wegfurth ist ein Stadtteil von Schlitz im mittelhessischen Vogelsbergkreis.

## Geografie
Der Ort liegt nordöstlich von Schlitz an der Fulda. Durch das Dorf verläuft die Landesstraße 3140. Sie verbindet den Ober-Wegfurth mit Rimbach und Unter-Wegfurth.

## Ortsgeschichte

### Mittelalter

#### Fälschungen und Ersterwähnung
Der Ort entstand an einer Furt durch die Fulda, dort wo eine historische Fernverkehrsstraße den Fluss überquerte.
Die älteste erhaltene schriftliche Erwähnung des Dorfes stammt aus dem Zeitraum zwischen 1015 und 1110: „... De Luterenbach ... De Nuwenburc ... de Wegefurte.“ Diese Datierung ergibt sich aus dem Kopiar des Mönches Eberhard, dem sogenannten Codex Eberhardi. Zwei früher datierte Erwähnungen, die ebenfalls aus dem Codex Eberhardi stammen, sind Fälschungen des Mönches Eberhard, der den Codex Eberhardi um 1160 verfasste. Dies betrifft die Datierung zwischen 744 und 747, welche die Fälschung einer Königsurkunde beinhaltet und die villas: „Geisaha, Vfhusen, Richenbach und Wegefurtem“ nennt. Auch die Datierung 852 ist eine Fälschung des besagten Mönches. Erst im 14. Jahrhundert wird „die jüngere, flussabwärts gelegene Siedlung Nieder-Wegfurth ... unterschieden.“
Der Ortsname bedeutet „die Stelle an der die Fernverkehrstraße die Fulda“ überquerte. Zusammengesetzt ist der Ortsname aus dem ahd. Wort „wec“ = Weg, Straße bzw. dem ahd. „furt“. Erst 1613 werden die beiden Orte in einer Akte des Hessischen Staatsarchivs Darmstadt erwähnt: „Obernn Wegfurd“ und „Untern Wegfurd“.

### Neuzeit
Ober-Wegfurth gehörte bereits im Mittelalter zur Herrschaft Schlitz.
Hier galten die Schlitzer Verordnungen aus dem 18. Jahrhundert zusammen mit Teilen des Fuldischen Rechts als Partikularrecht. Das Gemeine Recht galt nur, soweit diese speziellen Regelungen für einen Sachverhalt keine Bestimmungen enthielten. Dieses Sonderrecht behielt seine Geltung auch während der Zugehörigkeit zum Großherzogtum Hessen im 19. Jahrhundert. In der gerichtlichen Praxis wurden die Verordnungen aber nur noch selten angewandt. Das Partikularrecht wurde zum 1. Januar 1900 von dem einheitlich im ganzen Deutschen Reich geltenden Bürgerlichen Gesetzbuch abgelöst.
Am 31. Dezember 1971 wurde Ober-Wegfurth im Zuge der Gebietsreform in Hessen in die Stadt Schlitz eingegliedert.

## Sehenswürdigkeiten
Für die unter Denkmalschutz stehenden Gebäude des Ortes siehe die Liste der Kulturdenkmäler in Ober-Wegfurth.

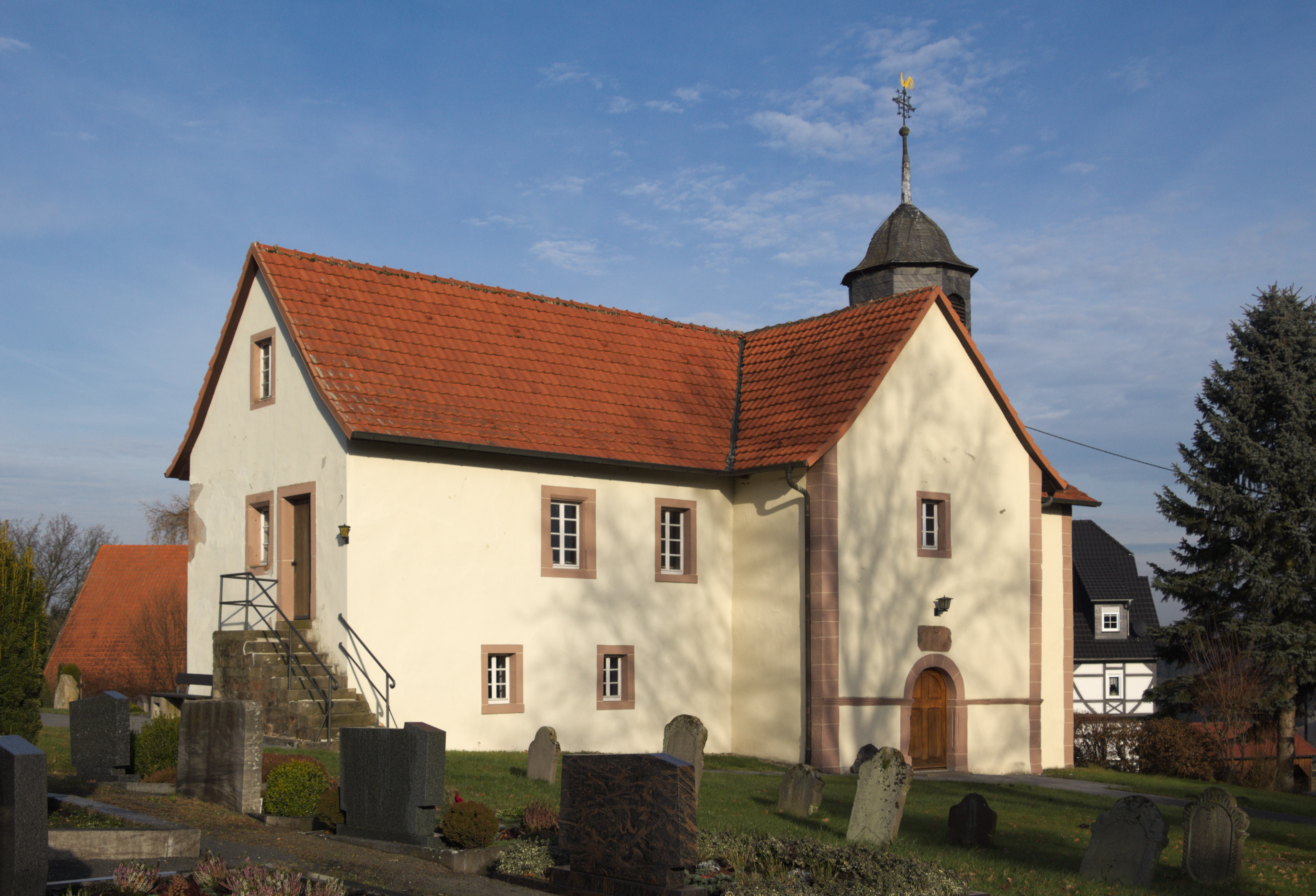
Evangelische Kirche in Ober-Wegfurth

Die frühere Wallfahrtskirche, eine ehemalige Wehrkirche, steht oberhalb von Ober-Wegfurth auf einer Anhöhe. Sie ist romanischen Ursprungs, wurde aber 1701 völlig neu erbaut. 1880 kaufte die Ober-Wegfurther Kirchengemeinde die 1838 von der Orgelbauwerkstatt Oestreich aus Oberbimbach für die Langenschwärzer Kirche hergestellte Orgel aus der 1879 abgerissenen evangelischen Kirche in Langenschwarz. Sie wurde 1964/65 und 1990 grunderneuert.

## Politik
Ortsvorsteher ist Heidrun Blank (Stand Mai 2021).